# Cussac (Cantal)
Cussac ist eine französische Gemeinde mit 120 Einwohnern (Stand 1. Januar 2022) im Département Cantal in der Region Auvergne-Rhône-Alpes. Sie gehört zum Arrondissement Saint-Flour und zum Kanton Saint-Flour-2.

## Geographie
Cussac liegt südlich der Bergkette Monts du Cantal, etwa 40 Kilometer ostnordöstlich von Aurillac. An der westlichen Gemeindegrenze  verläuft der Fluss Épie, im Norden und Osten quert der Fluss Alleuze, der hier Ruisseau de Cussac genannt wird, ein Feuchtgebiet. 
Nachbargemeinden sind 
- Paulhac im Nordwesten,
- Les Ternes im Nordosten,
- Neuvéglise-sur-Truyère mit Neuvéglise im Südosten sowie
- Oradour und Cézens im Süden.

## Bevölkerungsentwicklung
| Jahr                       | 1962 | 1968 | 1975 | 1982 | 1990 | 1999 | 2008 | 2015 |
| -------------------------- | ---- | ---- | ---- | ---- | ---- | ---- | ---- | ---- |
| Einwohner                  | 282  | 236  | 203  | 175  | 160  | 135  | 129  | 130  |
| Quellen: Cassini und INSEE |      |      |      |      |      |      |      |      |